# 스벤 볼테르

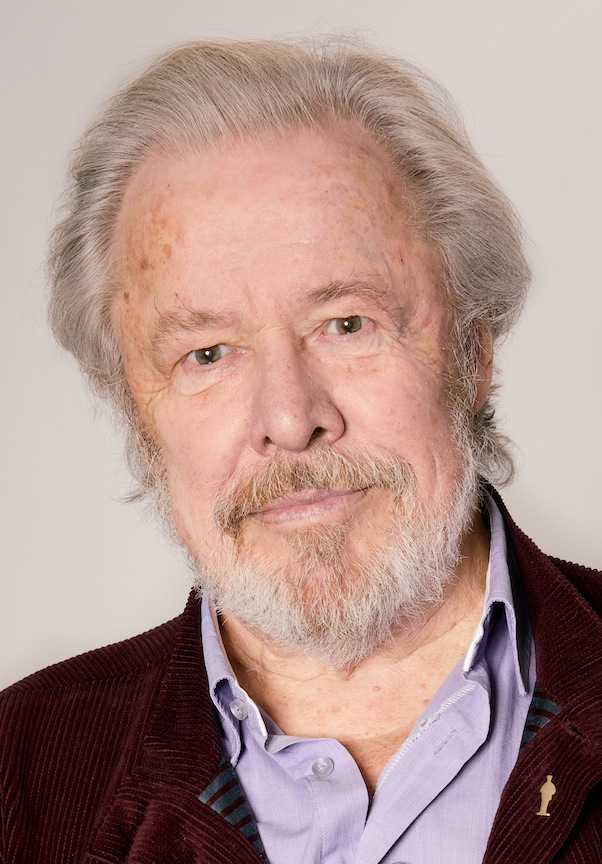

스벤 볼테르(Sven Justus Fredrik Wollter, 1934년 1월 11일 ~ 2020년 11월 10일)는 스웨덴의 배우, 작가이다.
1953년 예테보리 시립극장에 학생으로 다니며 연극 활동을 시작했다.
1984년 13번째 전사와 Sista leken으로, 그리고 2001년 마틴을 위한 노래로 굴드바게상 남우주연상을 받았다.
볼테르는 젊었을 때부터 공산당 당원으로 활동했다. 스웨덴 노동 계층의 삶을 그린 텐트 프로젝트(1977)에 주연으로 활동하기도 했다. 2018년 레닌상을 받았다.
2020년 스톡홀름을 방문했다가 코로나19에 감염되어 룰레오에서 사망했다. 이후 스벤 볼테르가 생전에 만성 폐쇄성 폐질환을 앓고 있었다고 딸 스티나 볼테르가 밝혔다.

## 영화
- 썬샤인 패밀리(2017년) - 모리츠 역
- 키 하우스 미러(2015년)
- 플리커(스웨덴어판)(2012년)
- 놈과 트롤 - 비밀의 방(2008년)
- 트리거(2006년)
- 키라즈 리즌: 어 러브 스토리(2001년)
- 마틴을 위한 노래(2001년)
- 13번째 전사(1999년)
- 예루살렘(영어판)(1996년)
- 알프레드(스웨덴어판)(1995년) - 알프레드 노벨 역
- 고모론(1992년) - 게스트 역
- 희생(1986년)
- 마요르카에서 온 남자(영어판)(1984년)
- 지붕 위의 사나이(1976년)